# House of Pain
House of Pain va ser un trio de música rap estatunidenc que va publicar tres àlbums a la dècada del 1990. El grup estava format per DJ Lethal, Danny Boy i Everlast. El senzill del grup de 1992 «Jump around» va assolir el número 3 als Estats Units d'Amèrica al Billboard Hot 100, el número 6 a Irlanda i el número 8 al Regne Unit. El grup es va separar l'any 1996.
El raper principal Everlast va continuar una carrera en solitari com a artista de blues rock i membre del supergrup La Coka Nostra, que també comptava amb DJ Lethal. House of Pain es va reunir breument el 2010 per fer una gira mundial. El nom del grup és una referència a la novel·la de H. G. Wells L'illa del doctor Moreau.

## Història
El 1990, Daniel O'Connor «Danny Boy» es va ajuntar amb el seu company raper Erik Schrody «Everlast» que acabava de publicar un àlbum de rap titulat Forever Everlasting (1990). O'Connor va conèixer Schrody a l'escola secundària William Howard Taft a Woodland Hills (1984–1986), i a diversos esdeveniments de hip-hop als quals van assistir durant l'adolescència. Ambdós amb ascendència irlandesa van decidir fer un grup de rap amb aquesta identitat. Mentre passava l'estona a casa d'O'Connor, Schrody es va adonar d'un casset amb el títol House of Pain, que era una maqueta d'un grup de punk rock que O'Connor havia muntat. A Schrody li va agradar el nom i va pensar que haurien de reutilitzar-lo. Schrody va portar el seu antic DJ Leor Dimant «DJ Lethal» i així es va fundar House of Pain, després de gravar una maqueta per a la qual O'Connor en va dissenyar la portada.
El 1992 van publicar el seu àlbum de debut, House of Pain, subtitulat Fine Malt Lyrics. El seu primer senzill «Jump around» va ser un gran èxit. La cançó va ser produïda per Lawrence Muggerud «DJ Muggs» i interpretada per Schrody. Tant Muggerud com Schrody expliquen que aquesta cançó va sorgir poc després que tots dos es coneguessin.
El 1993 van tenir papers de cameo a la pel·lícula de Ted Demme Who's the Man?. Per a aquest projecte van proporcionar un tema musical homònim que també es va utilitzar com a senzill per a la banda sonora i al seu àlbum posterior. El mateix any van participar juntament amb Helmet a la banda sonora de la pel·lícula Judgment Night.
El 1994 van publicar Same as It Ever Was. L'àlbum va assolir el número 12 al Billboard 200, i és disc d'or certificat. El crític musical Robert Christgau, a qui no li van agradar els seus disc anterior ni posterior, el va descriure com «el hip-hop més dur de l'any».
El 1996, van publicar Truth Crushed to Earth Shall Rise Again. L'àlbum va assolir el lloc 47 al Billboard 200, A partir d'aleshores, els membres van continuar la seva carrera separada i Dimant es va convertir en el DJ del grup de nu metal Limp Bizkit.
House of Pain es va reunir per a un esdeveniment privat celebrat pel president de la Ultimate Fighting Championship, Dana White, a Boston la diada de Sant Patrici de 2009. Entre l'abril i el maig de 2011, House of Pain va assistir al festival de gira Groovin' the Moo a Austràlia i també va actuar al festival T in the Park d'Escòcia el 9 de juliol de 2011, així com al Sonisphere UK Festival el 12 de juliol del mateix any. House of Pain es va tornar reunir el 2017 per a una gira estatunidenca del 25è aniversari.
Entre reunions i projectes paral·lels, Schrody continua amb la seva carrera en solitari, Dimant encara forma part de Limp Bizkit, i O'Connor va obrir The Outsiders House Museum el 2019 dedicat tant a la novel·la com a la pel·lícula The Outsiders.

## Discografia
- House of Pain (1992)
- Same as It Ever Was (1994)
- Truth Crushed to Earth Shall Rise Again (1996)